# Lew Fedorowitsch Girard de Soucanton

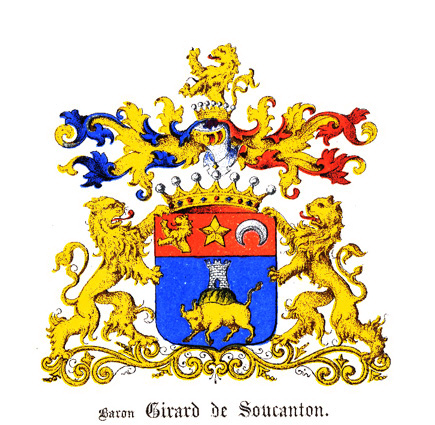
Wappen der Girard de Soucanton (1882)

Lew Fedorowitsch Girard de Soucanton (russisch: Лев Фёдорович Жирар-де-Сукантон; * 19. Juni 1855 in Sankt Petersburg; † Januar 1918 in Tambow) war ein deutsch-baltischer Adeliger und Generalmajor der Kaiserlich-russischen Armee.

## Leben
Seine Reifeprüfung legte er auf dem privaten Gymnasium Karl May ab, danach schloss sich von 1870 bis 1875 ein Studium an. Seine militärische Laufbahn begann am 1. September 1875 im Dienstgrad eines Kadetts an der Kavallerieschule Nikolaus. 1877 trat er seinen aktiven Militärdienst im Leibgarde-Regiment zu Pferde an, vom Dezember 1880 bis Mai 1881 war er Mitglied des Regimentsgerichts und wurde am 12. April 1881 zum Leutnant befördert. Nach seiner bestandenen Aufnahmeprüfung im Jahre 1881 wurde er zum Generalstabslehrgang an der Generalstabs-Akademie zugelassen und verließ diese im Oktober 1882. Im Februar 1883 wurde er in die Telegrafentruppe versetzt und zum Fernmeldeoffizier ausgebildet. Danach kehrte er in sein Regiment zurück und wurde 1887 zum Stabskapitän befördert. Nun folgten in kürzeren Abständen mehrere Verwendungen:
- März bis August 1888 Kavallerie-Offizier bei der Garde-Kavallerie-Reserve
- Januar 1892 bis März 1893 Kommandant einer Schwadron
- August bis November 1892 Regimentsausbildungsleiter
- November 1892 bis August 1893 Rittmeister in der Kaiserlichen Schwadron
- Ab September 1896 Regimentsassistent und Dezember 1896 Beförderung zum Oberst
- Ab März 1903 Kommandeur des 4. Leib-Dragoner-Regiments
- Auf höchstem Dekret wurde er 1905 zum Generalmajor befördert und übernahm die Befehls- und Kommandogewalt über das Leibgarde-Kürasier-Regiment.
- Mai 1906 wurde er in die Gefolgschaft seiner Majestät des Zaren aufgenommen[2]
- Am 24. Mai 1907 wurde er zum Kommandeur der 1. Brigade der 2. Kavalleriedivision der Garde ernannt, er blieb weiterhin im Gefolge seiner Majestät des Zaren
- Er war während des Ersten Weltkriegs eingesetzt.

Über den Tod L.F. Girard de Soucanton gibt es unterschiedliche Darstellungen, die offizielle lautet, dass er im Januar 1916 eine Verwundung erlitten hatte. Er wurde dann im Lazarett behandelt und setzte seine Genesung in häuslicher Umgebung in Gattschina fort. Von dort zog er nach Tambow und soll dort an Typhus erkrankt sein, er starb im Januar 1918, seine Grabstätte ist unbekannt.

## Auszeichnungen
L.F. Girard de Soucanton ist für seine Verdienste mit russischen und ausländischen Orden dekoriert worden:
- 1891 Russischer Orden des Sankt Stanislaus, 3. Klasse
- 1894 Russischer Orden der Heiligen Anna, 3. Klasse
- 1897 Russischer Orden des Sankt Stanislaus, 2. Klasse
- 1901 Russischer Orden der Heiligen Anna, 2. Klasse
- 1909 Russischer Orden des Heiligen Wladimir, 3. Klasse
- 1912 Russischer Orden des Sankt Stanislaus, 1. Klasse
- 1914 Russischer Orden der Heiligen Anna, 1. Klasse
- 1916 Russischer Orden des Heiligen Wladimir, 2. Klasse mit Schwertern
- 1895 Verdienstorden Philipps des Großmütigen, Komtur 2. Klasse
- 1896 Stern des Edlen Hauses von Buchara, 3. Klasse
- 1896 Siamesischer Weißer Elefantenorden, Kommandeur (1896)
- 1897 Offizierskreuz der französischen Ehrenlegion (1897)
- 1897 Bayerisches Militärverdienstkreuz, 1. Klasse
- 1906 Persischer Sonnen- und Löwen-Orden, 1. Klasse

## Herkunft und Familie
Sein Vater war der russische Oberst Theodolph Iwanowitsch Girard de Soucanton (* 1812 in Reval; † 1878 in Sankt Petersburg), der seinen Dienst im Semjonowskoje-Leibgarderegiment versah. Dieser war mit Julie Emilie Oesterreich (1819–1894) verheiratet. L.F. Girard de Soucanton heiratete Olga Alexandrowna Scalon (* um 1866, † um 1940 in London), ihre Nachkommen waren Leo Roman Baron Girard de Soucanton (* 1886, † 1934 in Harbin), Olga Baronin Girard de Soucanton († 1961 in London) und Julie Girard de Soucanton (* 1896, † 1966 in London) ⚭ Leonid Alexandrowitsch Ereminsky (* 1890 in Weißrussland, † 1944 in Surrey).